# Willapa River
Der Willapa River ist ein Fluss im Pacific County im Südwesten des US-Bundesstaats Washington. 
Er entspringt etwa 40 km westlich von Chehalis in den Willapa Hills. Er fließt nordwestlich und entwässert ein meist hügeliges Gebiet nördlich des Columbia River, bis er nach etwa 32 km bei South Bend in die Willapa Bay, einem großen Ästuar an der Pazifikküste mündet.
Der Fluss ist benannt nach den Willapa, einem Athabaskischsprachigen Indianerstamm, der das Flusstal und die Region bis zu den Quellbächen des Chehalis und des Cowlitz River besiedelte.